# Straßenreuth
Straßenreuth  ist ein Ortsteil von Gebersreuth, einem Ortsteil von Gefell im Saale-Orla-Kreis in Thüringen.

## Geografie und Geologie
Der Weiler liegt mit seinen vier Gehöften südöstlich etwa 800 m  von Gebersreuth entfernt. Weitere Nachbarorte sind südlich Münchenreuth in Bayern, nördlich Haidefeld und östlich Grobau in Sachsen.
Nach dem Zweiten Weltkrieg und bis zur Wiedervereinigung beider deutschen Staaten lag der Weiler unmittelbar an der innerdeutschen Grenze. In einer Mulde des Südostthüringer Schiefergebirges stehen die Gehöfte und sind nach Osten und Westen von Wald flankiert. Verkehrsmäßig besteht der Anschluss über Ortsverbindungswege zur Landesstraße 1098 mit Anschluss an die Bundesstraße 2 und an die Bundesautobahnen 9, 93 und 72.
Die Lage des Weilers wurde einst an der Lage zu den Feldern und Wiesen festgelegt.

## Geschichte
Die urkundliche Ersterwähnung von Straßenreuth fand 1783 statt.
Die Bewohner des Weilers waren stets landwirtschaftlich orientiert und mit Gebersreuth verbunden.